# The Valley Library
The Valley Library ( Biblioteca del Valle) es la biblioteca principal de la Universidad Estatal de Oregón y está ubicada en el campus principal de la escuela en Corvallis en el estado estadounidense de Oregón . Establecida en 1887, la biblioteca se ubicó el  edificio por primera vez en 1918, lo que ahora es Kidder Hall. El edificio actual se inauguró en 1963 como Biblioteca William Jasper Kerr y fue ampliado y renombrado en 1999 como Biblioteca del Valle. La biblioteca lleva el nombre del filántropo F. Wayne Valley.
Es una de las tres bibliotecas del estado de Oregon, The Valley Library almacena más de 1.4 millones de volúmenes, 14 000 publicaciones seriadas y más de 500 000 mapas y documentos gubernamentales. Está designada como biblioteca depositaria federal y también es un depósito de documentos estatales. El edificio de la biblioteca de seis pisos es de estilo neoclásico contemporáneo con un exterior de ladrillo rojo resaltado por secciones blancas a lo largo de la parte superior y en parte del lado este. El lado este incluye una rotonda de cara blanca que cuenta con un atrio de dos pisos en el piso principal.